# Das Dorf (Iwan Bunin)

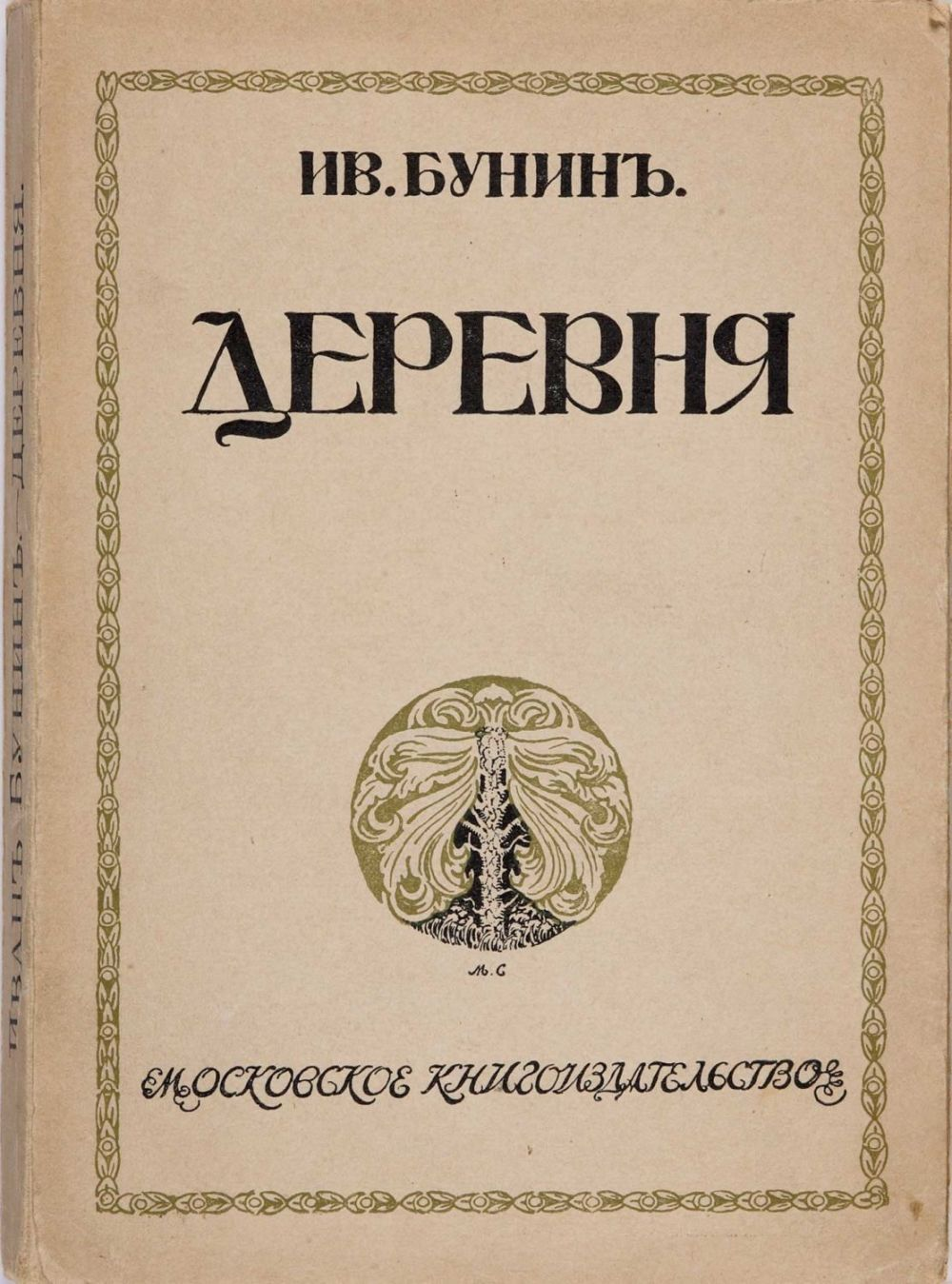

Das Dorf (russisch Деревня, Derewnja) ist eine Erzählung des russischen Nobelpreisträgers für Literatur Iwan Bunin, die 1909 in Moskau entstand und 1910 im Oktober- und Novemberheft der Sankt Petersburger Zeitschrift Sowremenny mir erschien.
Bunin erzählt aus dem Leben der Brüder Tichon und Kusma Krassow im russischen Schwarzerdegürtel. Der introvertierte Dichter Kusma äußert über den skrupellosen, erfolgreichen Bruder Tichon: „Deine Biographie müßte man schreiben.“

## Inhalt
Urgroßvater Krassow wurde in der Nähe des Gutshofes Durnowka von einer Meute Windhunde zu Tode gehetzt, weil er sich mit der Frau des Gutsherrn Durnowo eingelassen hatte. Großvater Krassow kaufte sich aus der Leibeigenschaft frei, zog in die Stadt – genauer, er bezog eine Hütte in der Armenvorstadt – und gestand dem Richter schließlich haarklein jede seiner Schandtaten als Kirchenräuber. Vater Krassow betrieb in Durnowka einen Kramladen.
Tichon wurde – wie der Vater – Krämer und pachtete am Bahnhof Worgol in der Nähe von Durnowka eine Schenke. Tichon – von den Russen Strammbein genannt – „erledigt“ den Junker Durnowo und übernimmt dessen Gut. Mit seinen Frauen hat der inzwischen 50-jährige Tichon weniger Glück gehabt. Die erste, eine gehörlose Köchin, erdrückt das gemeinsame Kleinstkind versehentlich im Schlaf. Nastassja Petrowna, seine zweite Frau, gebiert ein totes Mädchen nach dem andern.
Es kommen unruhige Zeiten. Gutsbesitzer suchen bei der Obrigkeit Schutz. Es heißt, Durnowkaer wollen Tichon umbringen.
Nach dem Tod ihrer lieben Mutter waren die Brüder gemeinsam etliche Jahre als Hausierer durchs Gouvernement gezogen und waren schließlich im Zorn auseinandergegangen. Unerwartet versöhnen sich beide. Tichon staunt – Kusma, ein begeisterter Leser von Turgenjews Rauch, hat einen Gedichtband verfasst und hat über den Russisch-Türkischen Krieg geschrieben. Er hatte bei einem Jelezer Viehzüchter gearbeitet und zehn Jahre in Woronesch als Makler verbracht. In Woronesch hatte er ein Verhältnis mit einer verheirateten Frau gehabt und war Tolstojaner geworden. Tichon möchte, der Kontorist Kusma soll Durnowka verwalten. So ohne Weiteres sagt Kusma nicht zu, denn er sei Atheist und Anarchist. Leute schinden käme nicht in Frage. Kusma weiß von den Geschäftspraktiken des Bruders – zum Beispiel das Zahlungen Hinauszögern.
Nastassja Petrowna stirbt auf dem Weg zum Bahnhof. Tichon findet einen Käufer für Durnowka und zieht in die Stadt. Er lädt Kusma zu der Fahrt ein: „Komm … mit … Bruderherz, weg von diesen Banditen!“ Kusma geht mit, obwohl er meint, der Bruder ist ein Gauner – schon weil er den aus Tula zurückgekehrten „Banditen“ Denis, einen Schuster – auch Deniska genannt, mit Awdotja, „die Junge“ genannt, verheiratet.
Kusma versucht sich mit dem Bruder in der Stadt als Getreidehändler.

## Form
Nebenfiguren, die meistens in einer Episode erwähnt werden, tragen zu dem unübersichtlichen Texteindruck bei. Allerdings macht Bunin eine Ausnahme, wenn er die Geschichte des Schusters Denis und der gefügigen, fleißigen Frau Awdotja erzählerisch ausformt: Denis, einer der aufrührerischen Untergebenen Tichons, verlässt seinen Vorgesetzten und will im fernen Tula sein Glück schmieden. Ganz zum Schluss des Textes kommt Denis wieder nach Durnowka, den Ort der Handlung, zurück und Kusma verheiratet ihn in einer ausufernden Sequenz mit Awdotja. Der Leser muss zurückblättern: Wer war Denis gewesen?
Über weite Strecken hinweg ist das Prosawerk poetisch in sich dicht. Beschreibung von südrussischen Naturerscheinungen über die Jahreszeiten hinweg garantieren bei sorgfältigem Lesen hohen Genuss. Beispielsweise der Winter: „… im Hintergrund leuchtete gelblich, von Frostringen umgeben, die tiefstehende Sonne … die Schneewehen blinkten leichengrün im rosigen Schein, ihre Kämme und Scharten warfen bläuliche Schatten.“
Philosophische Sichten auf die Welt wiederholen sich dauernd, langweilen jedoch keineswegs; eines dieser Themen: Wie schnell vergeht das bisschen Menschenleben! Oder – Iwanuschka, eine Nebenfigur, ist überzeugt: „Wer das Sakrament nimmt, stirbt.“ Der Sterbende schärft der Schwiegertochter ein, „wenn der Tod anklopfe, solle sie sagen, er sei nicht zu Hause.“
Die Allwissenheit des Erzählers – sogar die Nebenfigur Denis darf denken – verrät den Anfänger Bunin. Der Text hat Formschwächen. Die gravierendste ist die oberflächliche Indifferenz. Trotz mehrmaligen Lesens einer Passage kann der Leser das wirklich Gemeinte nur erraten. Wenn zum Beispiel Tichon den Junker Durnowo „erledigt“, muss die Frage erlaubt sein: Wie denn? Doch Bunin schweigt sich aus.
In der Regel sind erwähnte Dörfer in weiten Russland nicht festzumachen – zum Beispiel Uljanowka.
Zwar setzt Bunin Zeitmarken – zum Beispiel erwähnt er Saltykows Sterbejahr 1889, erzählt über Muromzew und nennt Durnowo sowie Witja, doch der Leser kann damit keine textbezogene Zeitskala konstruieren. Es scheint aber, die Handlung führt in das Jahr 1906, denn die Leibeigenschaft wurde 45 Jahre zuvor abgeschafft.
Lesenswert ist die Erzählung allemal – schon, weil sie von Urwüchsigem strotzt: Zum Beispiel, der Graue – eine Nebenfigur, der Vater des Schusters Denis – schlachtet im Winter eine Stute. Zwar bindet er ihr das Maul zu, doch er fesselt sie aus Versehen nicht. „Blut auf den Schnee verspritzend“, verfolgt das sterbende Tier, so lange die Kraft noch reicht, seinen flüchtenden Mörder, kann ihn aber des hohen Schnees wegens nicht einholen. Und es geht hoch her. Makar, der Pilger, eine weitere der Nebenfiguren, überfällt zusammen mit einem Freund auf der Straße eine Frau. In eine Hütte gezerrt, wird das Opfer von den beiden Männern vier Tage lang abwechselnd vergewaltigt. Nun sitzen die Verbrecher im Gefängnis.

## Zitate
- Der Poet Kusma will über das Dorf schreiben: „Ganz Rußland ist doch ein einziges Dorf, …“[13]
- „Für Tichon war die Stadt ein Wunschtraum, er verachtete und haßte das Dorf aus tiefstem Herzen.“[14]

## Gesellschaftskritik
Die Brüder Tichon und Kusma leben im russischen Schwarzerdegürtel. Der Mutterboden ist zwei Arschin (zirka anderthalb Meter) dick und dennoch ist in der fruchtbaren Gegend alle vier bis fünf Jahre ein Hungerwinter zu überleben.
Bunin schreibt über Tichon: „Die Nachrichten von den furchtbaren Niederlagen der russischen Armee versetzten ihn in schadenfrohe Begeisterung …“
Tichon fragt den vernünftigen, tüchtigen Bauern Jakow aus Durnowka: „Wartet ihr auf den Aufstand?“ Jakow verneint, erwidert aber: „… es wäre ’ne Verfügung rausgekommen … auf keinen Fall mehr für den alten Lohn bei der Herrschaft zu arbeiten.“
Der Schuster Denis erzählt über die Prostituierten während einer der genannten Hungersnöte im Armenviertel der Stadt: „Gabst du einer ’n halbes Pfund Brot, fraß sie’s gleich unter dir auf.“
Bunin schreibt über sein Russland: … ein „Land mit über hundert Millionen Analphabeten …“
Im Jahr 1909 sieht der Autor das nächste russische Blutbad voraus: Tichon flüchtet aus dem Dorf in die Stadt, weil er das „Bauernpack“ fürchtet. Es wolle ihn zu Tode prügeln, weil er sie zu hart geschunden habe.

## Rezeption
- 1982. Kaspar schreibt, Bunin schildere die Verhältnisse im russischen Dorf zwischen 1861 und 1905. Vorbild für Kusma sei der Dichter Jegor Nasarow aus Jelez gewesen. Zudem habe Bunin Episoden aus dem Leben Nikolai Uspenskis[19] und eigene Erlebnisse eingearbeitet. Denis sei als verstädterter Bauer gezeichnet. Zwar habe Gorki den Text geschätzt, doch etliche andere Schriftsteller hätten das Schreibanliegen verkannt. Lediglich der Kritiker Wazlaw Worowski sei der Schreibabsicht einigermaßen gerecht geworden.[20]
- Boris Saizew[21] und Alexander Twardowski äußerten sich zu dem Text.[22]
- 12. Januar 2012 in der FAZ: Sabine Berking: Ganz Russland ist ein Dorf[23]

## Deutschsprachige Ausgaben
Verwendete Ausgabe
- Das Dorf. Deutsch von Erich Ahrndt. S. 273–432 in: Iwan Bunin: Antonäpfel. Erzählungen 1892–1911. Herausgabe und Nachwort: Karlheinz Kasper. 536 Seiten. Aufbau-Verlag, Berlin 1982